# Gian Carlo Capicchioni
Gian Carlo Capicchioni (n. Borgo Maggiore, República de San Marino, 19 de febrero de 1956) es un político y contable sanmarinense.

## Biografía
Nacido en el municipio sanmarinense de Borgo Maggiore en el año 1956.
Capicchioni es Licenciado en Contabilidad, que tras finalizar sus estudios comenzó a trabajar como contable y al poco tiempo consiguió ser empleado en la oficina económica de la Secretaria de Estado de Hacienda y Presupuestos.
En política entró en el año 2003 donde fue hasta el año 2006 capitán (alcalde) del municipio de Serravalle.
Durante estos años, en el 2005 se incorporó al Partido Socialista Demócrata.
Tras la llegada de las Elecciones Parlamentarias de 2006 se presentó a las listas como candidato, logrando ser elegido por primera vez como diputado del Consejo Grande y General de San Marino (parlamento), que tras las elecciones de los años 2008 y 2012 volvió a ser reelegido. 
Dentro del consejo de San Marino, entre 2006 y 2012 fue miembro de la Comisión Permanente de Finanzas, desde 2011 hasta noviembre de 2012 de la Comisión Antimafia y desde el último año pertenece al conocido Consejo de los Doce.
Tras la elección para suceder a los jefes de Estado Antonella Mularoni y Denis Amici, el día 1 de octubre de 2013 Gian Carlo fue nombrado junto a la política Anna Maria Muccioli como nuevo Capitán Regente de San Marino. Seguidamente ambos el día 1 de abril de 2014 tras finalizar el período de gobernación, fueron sucedidos por Luca Beccari y Valeria Ciavatta.